# 上海影視楽園

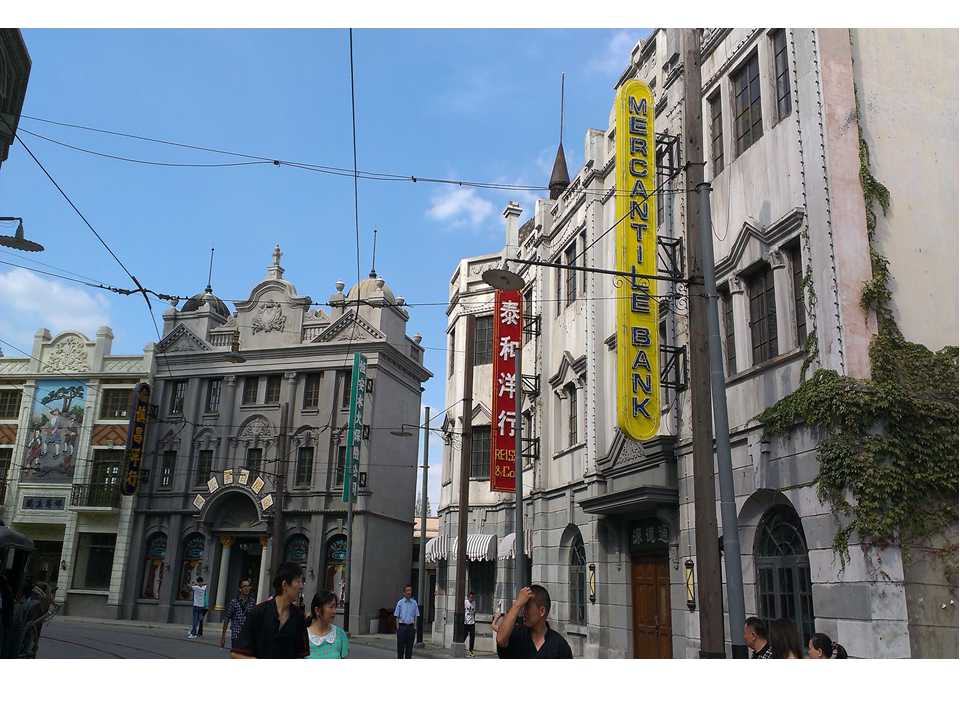
上海影視楽園

上海影視楽園（シャンハイえいしらくえん）は中華人民共和国上海市松江区車墩鎮にある上海映画グループが運営する映画・テレビドラマ撮影用のオープンセットとスタジオの観光向け施設名。正式名称は「上映車墩映画テレビ撮影制作基地」（簡体字：上影车墩影视摄制基地）。

## 概要
上海租界が開設された歴史の経緯から上海は中国の映画発祥地とされ、中華人民共和国成立以前に通算で200を数える映画制作企業があった中心地であった。中華人民共和国成立直後に国営の上海映画制作所が設けられ、民営の企業とともに引き続き中心地としての立場を維持してきた。社会主義市場経済移行後に国営の上海映画撮影所を中心に上海電影集団公司が成立し、市中心部にある屋内スタジオとは別に、主に1930年代の上海を再現するオープンセットを目的に1999年に建設を開始したのが上海影視楽園で、一つの町並みの再現の規模は他に類を見ないものである。セットとスタジオのほか大道具・小道具・衣装の各倉庫に映画館も備えている。将来的には3000ムー（約200ヘクタール）まで拡張する計画で、その時点の面積はハリウッドにあるユニバーサル・スタジオを凌ぐ規模となる。
観光用に公開されており、ほぼ毎日行われている撮影も見学できる。フランス大統領公邸セット内に設けられた撮影用衣装展示館のほか、観光専用の寸劇や路面電車・四輪馬車・人力車の乗車、遊覧船などのアトラクションがある。

## 主なオープンセット
- 南京路 - 当時の先施・永安・新新・大興の4大デパートを中心とする1930年代の南京路の再現。路面電車も運行されている。
- 租界中心街（欧風建築群） - 租界時代に外灘（バンド）などを中心に建設された欧風ビルと町並みの再現。
- 蘇州河港 - 外灘北端の外白渡橋のようにも見える浙江路鉄橋を再現。
- 石庫門 - 租界時代に19世紀末から中国人向けに建設された長屋街の再現。
- 上海古里 - 現在の豫園付近を中心とする旧上海城時代から続く古い町並みの再現。
- エリック・マーラー邸 - 租界時代にイギリス籍ユダヤ人富豪が建築した邸宅（静安区陝西南路に現存）の再現。
- 和平広場 - 現在の人民広場の前身で租界時代の社交の中心となっていた上海競馬場を再現。
- 教会 - 欧風建築
- 湖山区 - 上海郊外の江南水郷地区である朱家角や周荘を模した風景の再現。

## 撮影された主な映画・テレビドラマなど
中国（香港、台湾を含む）
- 映画：画魂、カンフーハッスル、パープル・バタフライ、ジャスミンの花開く、ウィンター・ソング、ラスト、コーション
- テレビドラマ：画魂、一江春水向東流、新・上海グランド

日本
- 映画：スパイ・ゾルゲ、広島 昭和20年8月6日、魍魎の匣、T.R.Y.
- テレビドラマ：華麗なる一族、李香蘭、わが家の歴史、LEADERS リーダーズ
- ミュージックビデオ：あいみょん『マリーゴールド』

その他の地域
- 映画:上海の伯爵夫人

## ギャラリー

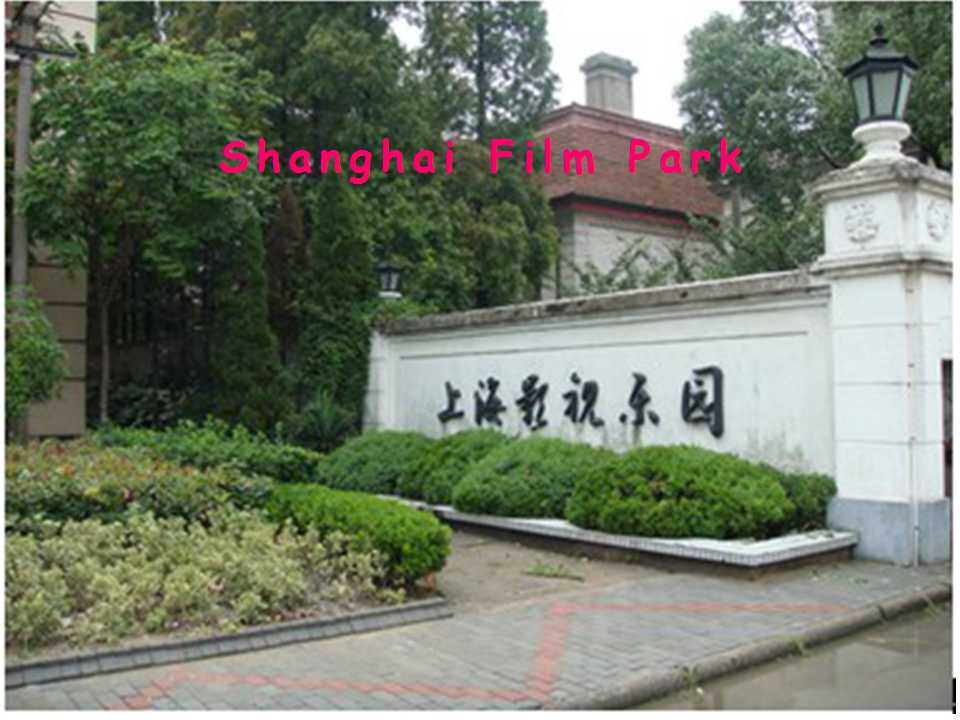
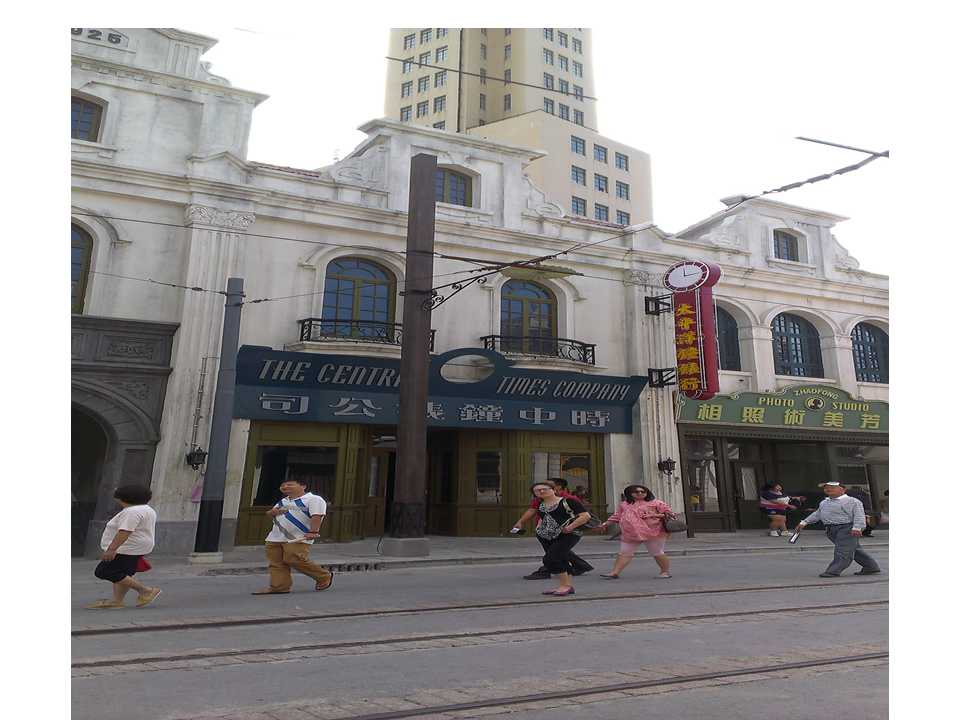
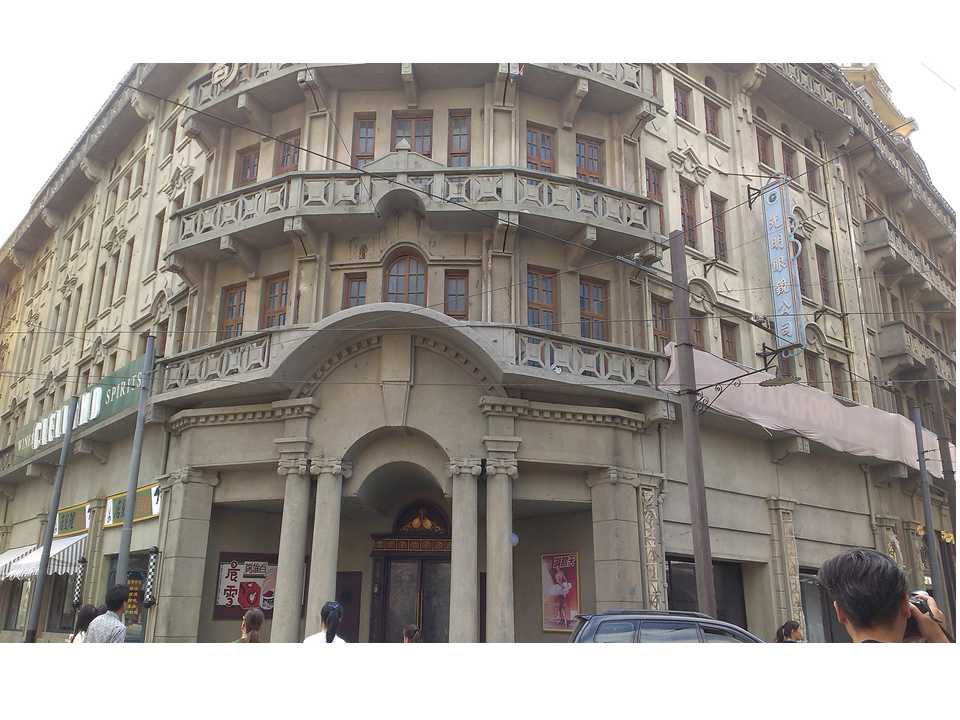
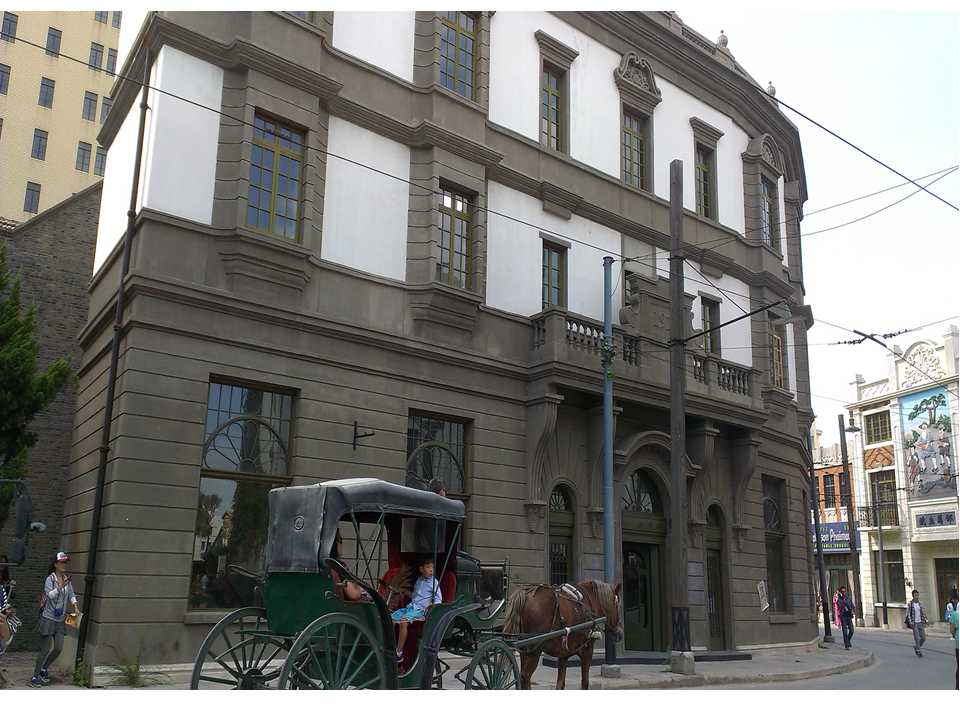

## アクセス
バス
- 上海体育館始発の観光専用バス、延安中路・成都路交差点発の滬金(こきん)線バス、または徐閔線バスの中興百貨・北橋間で松閔線バスに乗り換え、いずれも松江車ドン下車。

鉄道
- 上海地下鉄1号線莘荘駅または錦江楽園駅下車、滬金線・滬衛(こえい)線などのバスに乗り換えて松江車ドン下車。

タクシー
- 上海市内から高速道路経由で1時間弱、高速料金込みで100元前後。